# Umm Szukajf
Umm Szukajf (arab. أم شكيف) – wieś w Syrii, w muhafazie Aleppo. W 2004 roku liczyła 691 mieszkańców.